# カンピオナート・プリマヴェーラ
カンピオナート・ナツィオナーレ・プリマヴェーラ（Campionato Nazionale Primavera）は、イタリアのプロサッカーリーグ運営団体レガ・カルチョに所属するクラブのユースチームによって争われるサッカーリーグである。2017-18シーズンよりカンピオナート・プリマヴェーラ1とカンピオナート・プリマヴェーラ2に分かれた。

## 概要
セリエAとセリエBに所属するクラブのユースチームが参加できる。プレーする選手はシーズンが始まる年の1月1日の時点で20歳以下でなくてはならない。たとえば、2009-10シーズンの場合、参加する選手は1990年1月1日以降に生まれたことが参加条件となる。
全42チームを3つのグループに分けてリーグ戦（レギュラーシーズン）を行い、リーグ戦終了後に各グループの上位4チームずつで決勝トーナメント（プレーオフ）が行われる。優勝したクラブはスーペルコッパ・プリマヴェーラに出場することができる。なお、1969–70シーズンまではセリエAとセリエBに分かれて大会が行われていた。
大会スポンサーはテレコム・イタリア・モービレ（TIM）。また、2006年12月より新たにジャチント・ファッケッティ・トロフィー(Trofeo Giacinto Facchetti)という名称が付された。これは同年9月に亡くなった元イタリア代表でインテル・ミラノの選手だったジャチント・ファッケッティを偲んでのものである。

## 歴代優勝クラブ
| - 1962-63 (A) ユヴェントス (B) カルチョ・コモ - 1963-64 (A) インテル・ミラノ (B) ウディネーゼ - 1964-65 (A) ACミラン (B) SPAL 1907 - 1965-66 (A) インテル・ミラノ (B) カルチョ・パドヴァ - 1966-67 (A) トリノFC (B) エラス・ヴェローナ - 1967-68 (A) トリノFC (B) エラス・ヴェローナ - 1968-69 (A) インテル・ミラノ (B) ブレシア・カルチョ - 1969-70 トリノFC - 1970-71 フィオレンティーナ - 1971-72 ユヴェントス - 1972-73 ASローマ - 1973-74 ASローマ - 1974-75 ブレシア・カルチョ - 1975-76 SSラツィオ - 1976-77 トリノFC - 1977-78 ASローマ - 1978-79 SSCナポリ - 1979-80 フィオレンティーナ - 1980-81 ウディネーゼ - 1981-82 ACチェゼーナ - 1982-83 フィオレンティーナ - 1983-84 ASローマ - 1984-85 トリノFC - 1985-86 ACチェゼーナ - 1986-87 SSラツィオ - 1987-88 トリノFC - 1988-89 インテル・ミラノ - 1989-90 ASローマ |  | - 1990-91 トリノFC - 1991-92 トリノFC - 1992-93 アタランタBC - 1993-94 ユヴェントス - 1994-95 SSラツィオ - 1995-96 ペルージャ・カルチョ - 1996-97 ペルージャ・カルチョ - 1997-98 アタランタBC - 1998-99 エンポリFC - 1999-00 ASバーリ - 2000-01 SSラツィオ - 2001-02 インテル・ミラノ - 2002-03 USレッチェ - 2003-04 USレッチェ - 2004-05 ASローマ - 2005-06 ユヴェントス - 2006-07 インテル・ミラノ - 2007-08 UCサンプドリア - 2008-09 USチッタ・ディ・パレルモ - 2009-10 ジェノア - 2010-11 ASローマ - 2011-12 インテル・ミラノ - 2012-13 SSラツィオ - 2013-14 ACキエーヴォ・ヴェローナ - 2014-15 トリノFC - 2015-16 ASローマ - 2016-17 インテル・ミラノ |